# 미키 로후

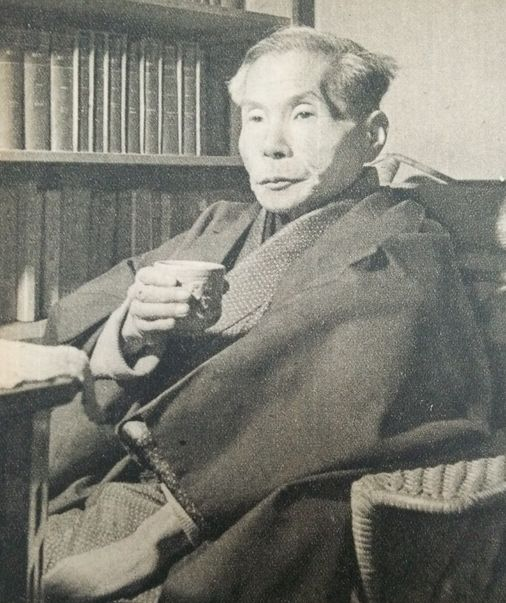

미키 로후(三木露風, 1889년 6월 23일 ~ 1964년 12월 29일)는 시인이자 비평가·동요 작가·작사가·수필가이다. 미키 로후는 필명으로, 본명은 미키 마사오(三木操)이다. 문학을 비롯해 미술사와 미학 등 예술 전반에 조예가 깊어 다양한 이론서를 남겼으며 강의를 통해 후학을 양성하는 일에도 힘썼다.
그는 효고현(兵庫県) 다쓰노정(龍野町)에서 은행원인 아버지 세쓰지로와 어머니 미도리카와 가타 사이 장남으로 태어났다. 로후가 일곱 살이 되던 해 아버지의 방탕한 생활로 부모가 이혼을 하게 되는데, 어머니는 당시 한 살이던 로후의 동생만을 데리고 친정으로 돌아갔고 로후는 조부모의 집에 맡겨진다.
청소년기에는 수석으로 중학교에 입학했지만 문학에만 관심을 쏟은 탓에 졸업이 어려워 오카야마현에 있는 시즈타니학교로 전학을 가게 된다. 1905년 진학을 위해 도쿄에 가서도 문학에만 심취해 중학교 편입 시험에 떨어지기도 한다.
1907년부터 소마 교후(相馬御風), 노구치 우조(野口雨情) 등과 함께 ＜와세다 시사(早稲田詩社)＞를 결성하고 그해 9월 와세다대학에 입학한다. 이 무렵 그는 단카(短歌)와 절연하고 시에만 전념했는데 매월 서너 군데 잡지에 작품을 발표하며 왕성한 활동을 이어 간다. 그러나 이듬해 그동안의 불안정한 생활로 병을 얻게 되어 와세다 병원에 입원했다가 결국 귀향해 요양 생활을 한다.
스물한 살에는 ≪폐원(廢園)≫(1909)을 발표하며 문단의 주목을 끌었고 1년 만에 다시 ≪적막한 새벽(寂しき曙)≫(1910)을 상재하며 상징주의 시인으로서 입지를 다진다. 그렇지만 1911년 부모를 대신하던 조부가 사망하자 깊은 방황의 시간을 보내게 된다. 그러다 ≪흰 손의 사냥꾼(白き手の獵人)≫(1913)을 발표하며 비로소 완성도 높은 상징시의 세계를 구축한다. 또한 가와지 류코(川路柳虹)，사이조 야소(西條八十), 야나기사와 다케시(柳澤健) 등과 함께 ＜미래사(未來社)＞라는 순수 예술을 지향하는 모임을 결성하기도 한다. 이렇듯 공백이 없는 활발한 전성기와 높은 문학적 성취에도 불구하고 뿌리 깊은 고독과 공허함은 그를 고통스럽게 했고 이로 인해 이 시기 종교에 서서히 빠져들며 신앙과 시작(詩作)을 병행한다.
≪환상의 전원(幻の田園)≫(1915)을 출간한 이후에는 홋카이도에 있는 트라피스트 수도원(Trappist Monastery)에 머물며 그 체험 중에 쓴 시를 바탕으로 종교시집인 ≪양심(良心)≫(1915)을 발표한다. 이후 두 차례 더 수도원에 체재한 뒤 1920년 5월에는 문학 개론 및 미학론의 강사직을 제안받아 정주(定住)하기에 이른다. 이후 약 5년간 수도원에서 생활하며 바울이라는 이름으로 세례를 받는다.
로후는 수도원 생활을 하면서도 지속적으로 창작을 이어 간다. 그러나 수도원에서의 생활은 급격히 변모하는 시단의 변화를 따라잡기 어려워 서서히 문단의 중심에서 멀어지게 된다. 1924년 수도원에서 나온 로후는 지금의 도쿄 미타카(三鷹)에 터전을 잡고 문학 활동과 후학의 양성에 힘쓴다. 이 무렵 그의 신앙심은 더욱 깊어져 종교와 관련한 시와 수필을 발표하고 강연을 하며 포교 활동에 힘썼는데, 이에 1927년 일본 최초로 로마 교황으로부터 훈4등급(勳四等) 훈장인 성 세퓔크레 기사장(Chevalier Saint Sépulcre)과 홀리나이트(Holy Knight)의 칭호를 받는 영예를 얻는다.
1964년 12월 21일 로후는 미타카 자택 근처의 우체국 앞에서 택시에 치이는 사고로 치료를 받던 중 12월 29일 76세의 나이로 영면에 든다. 12월 31일 장례식 이후 다마(多摩) 화장터에서 화장했고, 다음 해 1월 18일 가톨릭 기치조지(吉祥寺)교회에서 고별식을 거행했다. 그의 묘는 미타카시 다이세이사(大盛寺) 별원 묘지에 안치되어 있다.